# Elektřina
Elektřina je definována jako souhrn projevů elektrostatického pole (z nichž mezi prvními byly silové účinky vyvolané třením izolantů a následná polarizace látek) a elektrodynamických jevů včetně elektromagnetismu. Jako elektřina se označuje také energetická komodita (fyzikální podstatou se jedná zpravidla o elektrickou energii). V tomto smyslu se pak hovoří o výrobě, distribuci a spotřebě elektřiny, o obchodu s elektřinou apod. Technický obor zabývající se elektřinou se nazývá elektrotechnika. Jevy spojené s elektřinou i magnetismem se nazývají elektromagnetismus. 
Ve spisovné i obecné češtině slovo elektřina označuje specifické jevy vyvolané působením elektrického náboje a elektromagnetického pole – např. elektrický proud, elektrické napětí, elektrickou energii atp.

## Etymologie
Elektřina má název od jantaru (řecky élektron), na němž byly pozorovány silové účinky statické elektřiny. Josef Jungmann zaznamenal starší českou podobu slova – električina, lidově se elektřina označuje též slovem elektrika.[zdroj?] Dříve se občas užívalo slovo mluno. Obrozenci navrhovali i název síla blesková.

## Elektrický náboj
Základní elektrickou vlastností těles je elektrický náboj. Těleso s elektrickým nábojem se nazývá elektricky nabité a je schopno působit elektrickou silou na jiné elektricky nabité těleso. V prostoru kolem nabitého tělesa se nachází elektrické pole, které popisujeme jeho intenzitou. Velikost elektrické síly vyjadřuje Coulombův zákon, v jiném tvaru pak Gaussův zákon elektrostatiky.
Tělesa lze zelektrovat různými způsoby – elektrostatickou indukcí, ionizací, chemickou disociací, třením, působením světla, tepla, aj. Ve všech případech jde uvnitř tělesa o oddělení některých elementárních částic s různým nábojem. Záporně nabité těleso má přebytek elektronů, kladně nabité těleso má nedostatek elektronů (má více protonů).
Elektrický náboj lze uchovat v kondenzátoru, příp. jiné součástce s elektrickou kapacitou.

## Elektrický proud
Pohybu elektricky nabitého tělesa nebo částice se říká elektrický proud. Nejčastěji je elektrický proud tvořen usměrněným pohybem elektronů nebo jiných elektricky nabitých částic vodičem. Ty se kromě svého tepelného pohybu posouvají ve směru působení elektrické síly.
Pole vytváří na koncích vodiče elektrické napětí jako rozdíl elektrických potenciálů. Elektrický proud se rozdíl snaží vyrovnat tokem náboje. Vztah mezi odporem, napětím a proudem je vyjádřen Ohmovým zákonem.

### Elektrická vodivost
Schopnost materiálu přenášet elektrický proud se nazývá konduktivita (měrná elektrická vodivost). Důležitou podmínkou vedení elektrického proudu látkou je přítomnost volných elektricky nabitých částic, typicky valenčních elektronů.
Podle charakteru látky a její schopnosti vést proud lze látky různě dělit.

#### Elektrický proud v pevných látkách
- vodiče,
- polovodiče – proud možný za určitých podmínek, nebo
- izolanty.

#### Elektrický proud v kapalinách
Elektrický proud v kapalinách je možný v různých případech:
- vodivé kapaliny nebo
- možný za určitých podmínek, například elektrolyticky, po disociaci při rozpuštění jiné látky.

#### Elektrický proud v plynech
Elektrický proud v plynech se za běžných podmínek nevyskytuje, ale je možné jej vyvolat ionizací:
- vysokou teplotou,
- silným elektrickým polem,
- nízkým tlakem.

#### Supravodivost
Látky se také mohou stát supravodivými, například za velmi nízkých teplot blížících se absolutní nule.

### Stejnosměrný a střídavý proud
Proud v elektrickém obvodu může být stejnosměrný nebo střídavý. Střídavý proud vzniká ze zdroje střídavého napětí a mění svůj směr a velikost. Při pravidelných změnách se maximální hodnota proudu (amplituda) střídá v každém směru s určitou frekvencí. V obvodech střídavého proudu může docházet k fázovým posuvům mezi proudem a napětím v závislosti na použitých prvcích. Výkon střídavého proudu se odvozuje z efektivní hodnoty střídavého proudu.

## Elektrická energie, práce, výkon
Elektrická energie je jedna z forem energie, kterou lze charakterizovat jako schopnost elektromagnetického pole konat elektrickou práci. Čím větší energii má elektromagnetické pole, tím více elektrické práce může vykonat.
Elektrická práce vykonaná za jednotku času je elektrický výkon. Elektrická energie včetně ztrát dodávaná do obvodu za jednotku času se nazývá elektrický příkon. Každý vodič klade průchodu elektrického proudu odpor: Elektrické síly posouvající částice konají práci. To má za následek ztrátu elektrické energie a její přeměnu na teplo: vodiče se zahřívají. Jouleovo teplo, vzniklé průchodem elektrického proudu vodičem, se v elektrotechnice uvažuje jeho elektrické ztráty.
Elektrická energie je součástí energie elektromagnetického pole, ze které ji lze formálně vydělit jen ve speciálních případech (elektrostatické pole). Zpravidla je však (zjevně či skrytě) nedílně svázána s energií druhého projevu elektromagnetického pole – energií magnetického pole.   
Schopnost přenášet elektrickou energii (přesněji: energii elektromagnetického pole) vyplývá z Maxwellových rovnic elektromagnetického pole, které toto pole přesně popisují. Vlastním přenašečem elektrické energie je vždy elektromagnetické pole jako takové (nikoliv elektrické napětí a nikoliv elektrický proud, které jsou jen vnějšími projevy tohoto pole). Energie elektromagnetického pole je také podstatou zářivé energie světla i elektromagnetického záření jiných částí spektra.
Spotřebovaná elektrická energie (úbytek elektrické energie) {\displaystyle \Delta E} se rovná elektrické práci {\displaystyle W} vykonané elektromagnetickým polem:
{\displaystyle \Delta E=-W}.
Spotřebovaná elektrická energie ve spotřebiči, jímž protéká stálý elektrický proud {\displaystyle I} po čas {\displaystyle t}, a na jehož svorkách je stálé elektrické napětí {\displaystyle U}, se vypočte:
{\displaystyle E=U\cdot I\cdot t}
nebo
{\displaystyle E=P\cdot t}, kde {\displaystyle P} je stálý elektrický příkon spotřebiče.

## Souvislost elektřiny a magnetismu
Kolem vodiče, kterým prochází elektrický proud (obecně kolem jakékoli pohybující se elektricky nabité částice) se vždy vytváří magnetické pole. Opačně, jestliže se mění magnetické pole, pak se ve vodiči vždy indukuje elektrický proud (obecně vzniká elektrická síla působící na elektricky nabité částice). Každá změna v elektrickém poli indukuje změnu v poli magnetickém a naopak, každá změna v magnetickém poli pak indukuje změny v poli elektrickém. Tyto jevy ukazují na neoddělitelnou spojitost mezi elektřinou a magnetismem. Jednotná teorie elektromagnetismu resp. elektromagnetického pole je dána Maxwellovou teorií elektromagnetického pole. Podle této celistvé teorie, která je základem veškeré praktické elektrotechniky, elektrickou energii vždy přenáší pouze a výhradně elektromagnetické pole a to v celém prostoru (teoreticky nekonečně velkém) okolo elektrického vodiče.
Ve speciální teorii relativity, která na základě Maxwellovy teorie vznikla, lze ukázat, že magnetické pole kolem pohybujících se nabitých částic je důsledkem Lorentzovy transformace. S použitím relativistické kvantové teorie lze takto vysvětlit i magnetismus permanentních magnetů, který je vytvářen spinem částic.

## Elektrický obvod
Elektrický proud v praxi prochází vždy nějakým elektrickým obvodem. Jeho nejdůležitějšími částmi jsou zdroj elektromotorického napětí, elektrický spotřebič a elektrické vodiče, které jednotlivé části propojují. V elektrickém obvodu bez spotřebiče dochází ke zkratu, kdy enormně narůstá hodnota elektrického proudu ve vodiči což způsobuje i prudkou změnu intenzity doprovodného magnetického pole. Proti zkratu bývají elektrické obvody chráněny specializovanými elektrickými přístroji (kupř. pojistkami, bleskojistkami, nadproudovými ochranami či motorovými jističi).
Základní jednoduchý elektrický obvod může být:
- sériový – součástky jsou spolu propojeny jeden za druhým na jediném vodiči, nebo
- paralelní – vodiče se rozvětvují v uzlech, každá součástka má vlastní větev.

Vztahy mezi napětím a proudem v jednotlivých částech obvodu popisují Kirchhoffovy zákony. Zákonitostmi průchodu elektrického proudu elektrickými obvody se zabývá obecná teorie elektrických obvodů, která je jen praktickou aplikací jednotné teorie elektromagnetického pole.
Zvláštním druhem elektrických obvodů jsou elektronické obvody.

### Elektrotechnické součástky
Nejpoužívanějšími součástkami v elektrických obvodech jsou kromě zdroje a vodičů také spínač, rezistor, termistor, reostat, potenciometr, kondenzátor, cívka, anténa, elektromagnetické relé, elektronka, dioda , fotodioda, tranzistor, fototranzistor, integrovaný obvod a další polovodičové součástky.

### Elektrické spotřebiče
Mezi nejběžnější elektrické spotřebiče patří tepelné elektrické spotřebiče (žárovka, infrazářič, elektrická trouba), zářivka, elektromotor a různé elektronické spotřebiče (rádiový přijímač, televizní přijímač, různé druhy přehrávačů a rekordérů, telefon, počítač, atd.). V současné době se dbá na úspory energií a proto jsou využívány především úsporné spotřebiče.

## Stručná historie elektřiny

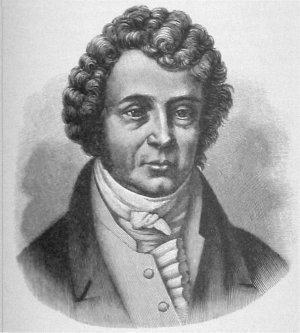
historická fotografie André-Marie Ampèra

Mezi obory fyziky patří elektřina k těm mladším. Významným renesančním badatelem byl William Gilbert, který zároveň elektrické jevy pojmenoval tak, jak je dnes známe. Rozvoj však nastal po objevu prvního použitelného zdroje stálého elektrického proudu – Voltova článku – v roce 1800.
Během krátké doby v první polovině 19. století byla prozkoumána většina elektrických vlastností látek za normálních podmínek, byly objeveny zákony platící v elektrických obvodech a nalezena souvislost elektřiny s magnetismem. Nejvýznamnější jména té doby jsou Alessandro Volta, André-Marie Ampère, Georg Simon Ohm, Hans Christian Oersted, Michael Faraday.
Průkopnické období bylo v roce 1865 završeno Dynamickou teorií elektromagnetického pole, ve které James Clerk Maxwell pouhými čtyřmi rovnicemi (a třemi materiálovými) vyjádřil vše podstatné z dosavadních objevů a zároveň jako důsledek svých rovnic předpověděl další, dosud neznámé elektromagnetické jevy.
Období druhé poloviny 19. století bylo ve znamení technických aplikací elektřiny, vynálezů různých elektrických spotřebičů (generátor, oblouková lampa, žárovka, elektromotor, telefon) a jejich zavádění do výroby a domácností. K slavným fyzikům a vynálezcům té doby lze řadit jména jako Heinrich Hertz, William Thomson (lord Kelvin), Thomas Alva Edison, Werner von Siemens, Nikola Tesla, Alexander Graham Bell, z Čechů František Křižík.
Třetí období bylo odstartováno objevem elektronu v roce 1897 J. J. Thomsonem. To vyvrátilo dosavadní představy o elektrickém fluidu uvnitř látek a umožnilo spolehlivě vysvětlit podstatu většiny elektrických jevů. Max Planck a Albert Einstein položili základy k vysvětlení kvantových vlastností elektromagnetického záření. Dalšími kroky vpřed byly Lorentzovy teoretické poznatky o elektromagnetickém poli a éteru, které správně interpretovala Einsteinova speciální teorie relativity a přirozeně tak vysvětlila magnetismus jako relativistický efekt mající původ v elektrickém působení, a objevy dalších subatomárních částic – protonu v roce 1911 a neutronu v roce 1932. Maxwellova teorie však selhávala při snaze vybudovat konzistentní teorii nabitých elementárních částic, což se podařilo až kvantové elektrodynamice. V elektrotechnice se novou součástkou stala vakuová elektronka, umožňující vysílání a příjem rozhlasu. Jinak po celou první polovinu 20. století bylo charakteristické masové rozšiřování elektřiny (elektrifikace obcí, stavba elektráren).
V druhé polovině 20. století se nejdůležitějším objevem stal tranzistorový jev v roce 1947, který uskutečnili John Bardeen, Walter Brattain a William Shockley. Po zvládnutí technologie výroby příměsových polovodičů se tranzistor stal základem elektronických obvodů používaných prakticky ve všech běžných elektronických přístrojích (dnešní procesory či mikroprocesory obsahují milióny až miliardy mikroskopických tranzistorů a tvoří základ pro počítač, mobilní telefon a mnohá další elektronická zařízení). Velký význam mělo rovněž umožnění přenosu obrazu na dálku pomocí televize, nejprve černobílé, později barevné.
Velký praktický dopad přineslo i používání optických vláken, CCD obvodů a dalších součástí moderní elektroniky.
V současné době je elektřina běžnou a neodmyslitelnou součástí života lidí v podobě nejrůznějších domácích spotřebičů, výrobních prostředků a prostředků komunikační a zábavní techniky.

## Elektřina jako komodita
Výroba i spotřeba elektrické energie musí být v rovnováze. Vývoj spotřeby elektrické energie během dne zachycuje denní diagram zatížení, kde v noci je spotřeba nejmenší, ráno stoupá, přes den spotřeba vrcholí a večer opět klesá. Mez, pod kterou spotřeba nikdy neklesá, se nazývá základní, vyšší spotřeba pološpičková a nejvyšší špičková. Základní výrobu obvykle zajišťují elektrárny s dlouhým náběhem (jaderné), pološpičkovou výrobu tepelné elektrárny a špičkovou výrobu snadno regulovatelné zdroje (vodní a plynové elektrárny). Spotřebě energie v rozvodné síti se výroba musí přizpůsobit, protože jinak by mohlo dojít k poškození rozvodných sítí i elektráren. Aby k poškození nedošlo, odpojují se elektrárny v nouzi od sítě, čím dochází k rozsáhlému blackoutu. Obnovitelné zdroje není možné regulovat, a protože jejich podíl na výrobě elektrické energie se zvyšuje, výrazně se zvyšují nároky na regulaci tradičních zdrojů elektrické energie.

### Výroba elektřiny
Elektřina může být vytvořena přeměnou chemické energie (baterie, akumulátor), přeměnou mechanické energie (dynamo, alternátor) nebo přeměnou jiné energie (fotoelektrický jev, termočlánek). Největší množství elektrické energie se vyrábí v elektrárnách.

### Distribuce elektřiny
Z místa výroby je elektřina přenášena k místu spotřeby prostřednictvím elektrické přenosové soustavy. Dálkové rozvody používají velmi vysokého napětí až stovek tisíc Voltů. Domovní rozvody pak užívají nízké napětí do 500 Voltů. Pro změnu napětí jsou používány transformátory. Distribuční sítě elektřiny jsou v daném místě jednotné pod správou jediného distributora, proto nejsou liberalizované.

### Dodavatel elektřiny
Dodavatel elektřiny je společnost, která nakupuje elektřinu na domácím nebo zahraničním trhu a prodává ji ostatním účastníkům trhu s elektřinou, zejména spotřebitelům. V České republice je od roku 2006 trh dodavatelů elektřiny liberalizován, a tak si každý spotřebitel může vybrat svého dodavatele elektřiny. Dodavatel elektřiny musí mít licenci od Energetického regulačního úřadu.

### Spotřeba elektřiny
Velké spotřebiče elektrické energie se vyskytují zejména v průmyslu (méně pak v domácnostech) a bývají konstruovány jako elektromotory nebo velké elektrické pece.
Při běžné osobní spotřebě se běžně používá pouze jedna fáze. Domovní rozvody v těchto případech bývají rozděleny na více vzájemně nezávislých napájecích obvodů, každý je pak kvůli rovnoměrnosti zatížení elektrorozvodné sítě zapojen na jinou fázi rozvodu.
Z původního trojfázového napětí lze využívat fázové, napětí jedné fáze proti středu (zemi), nebo i sdružené mezifázové napětí.

### Výroba a spotřeba v Česku
Podle Energetického regulačního úřadu bylo v roce 2012 v České republice vyrobeno 87,6 TWh elektrické energie. Uhelné elektrárny dodaly do sítě 47,3 TWh (54 %), jaderné (Temelín a Dukovany) 30,3 TWh (34,6 %), obnovitelné zdroje 7,9 TWh (9 %). Hrubá spotřeba činila 70,5 TWh, z toho průmysl spotřeboval 24,1 TWh (34,2 %), domácnosti 14,6 TWh (20,7 %) a energetika 12,6 TWh (17,9 %). Nejvíce elektřiny bylo spotřebováno ve Středočeském, Ústeckém a Moravskoslezském kraji (v každém přes 9 TWh), nejméně v Libereckém kraji (2,5 TWh). Celkem se spotřebovalo 80,5 % vyrobené elektřiny.
V roce 2024 ČEPS předpovídá, že po roce 2025 se Česko změní z vývozce na dovozce elektrické energie.

### Cena elektřiny

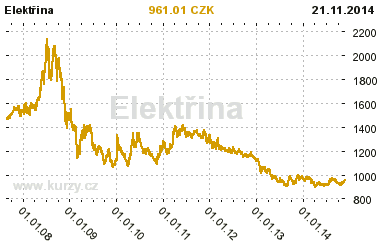
Vývoj ceny elektřiny na komoditních burzách

Bez elektrické energie se neobejde žádná domácnost. Cena elektřiny je tvořena dvěma složkami: regulovanou a neregulovanou. Neregulovaná složka je dána velkoobchodní cenou elektřiny a představuje samotnou komoditu – tedy elektrickou energii jakou takovou. Druhou polovinu ceny tvoří regulovaná složka, která je každoročně stanovována Energetickým regulačním úřadem (ERÚ). Zahrnuje náklady na přenos elektřiny (tzv. systémové služby), distribuci elektřiny, příspěvek na obnovitelné zdroje energie a cenu za síťovou infrastrukturu, což je příspěvek na činnost operátora trhu (OTE), elektroenergetického datového centra (EDC) a Energetického regulačního úřadu (ERÚ). Do konečné ceny elektřiny se promítá také daň z elektřiny a DPH, které určuje stát. Podíl regulované složky na celkové ceně pro koncového odběratele se v případě domácností pohybuje od necelých 40 % do více než 50 % (v závislosti na způsobu využití elektřiny v domácnosti a s tím spojené spotřeby a nastavené distribuční sazby).
Mezi roky 2010 a 2023 se průměrná výše investic do přenosové a distribuční soustavy blížila 29 miliard Kč ročně, v dalších letech by to mělo být téměř 40 miliard Kč. Nárůst vyžaduje rozvoj OZE zdrojů, který by se měl mezi roky 2023 a 2035 až ztrojnásobit a klade na elektrizační soustavu ČR vysoké nároky (decentralizace výroby elektřiny, připojování OZE, elektrifikace sektoru dopravy a vytápění). Částečně pokryje nárůst dotace z Modernizačního fondu na rozvoj sítí, který získává peníze z emisních povolenek, ale tento zdroj se bude v budoucnu zmenšovat například s tím, jak budou odpojovány uhelné elektrárny. Druhým zdrojem bude růst regulované složky ceny elektrické energie.
Mezi lety 2018 a 2019 vzrostla cena elektřiny placené domácnostmi o 8,2 %. V první části roku 2020 ceny elektřiny na burze klesaly v důsledku koronavirové krize, což se projevilo i zlevňováním pro koncové odběratele. Celková cena za 1 kWh v roce 2020, včetně dalších poplatků byla v průměru 4,5 korun. V prvním poletí roku 2021 cena elektřiny na burze prudce vzrostla a ve výsledku byla řada dodavatelů nucena zdražit obchodní (neregulovanou) složku ceny.
Cena elektřiny a její vývoj v čase pro koncového odběratele je závislá z velké části na typu smlouvy, která je uzavřena s dodavatelem energií. Odběratel může uzavřít s dodavatelem smlouvu na dodávku elektřiny na dobu neurčitou, kterou je možné kdykoli vypovědět, nebo smlouvu na dobu určitou, která trvá až do jejího vypršení, tedy do konkrétního data, na kterém se odběratel a dodavatel dohodli na začátku. Většinou se takové smlouvy prodlužují automaticky, pokud odběratel nevyjádří rozhodnutí nepokračovat ve stanovené lhůtě. Smlouva může rovněž obsahovat fixaci ceny elektrické energie, kdy se dodavatel zavazuje k dodávce elektřiny za předem stanovenou cenu po celou dobu fixace (nejčastěji 1 – 3 roky). Fixace ceny bývá často součástí smlouvy na dobu určitou, zatímco cena elektřiny v rámci smlouvy na dobu neurčitou se může měnit.
Na konci roku 2024 většina států (např. Slovensko, Maďarsko, Polsko, Itálie, Německo) dotuje elektřinu pro domácnosti, a proto cena vychází nižší než v ČR. Například Německo má po odečtení dotace cenu 10 Kč/kWh v ČR je reálná cena 7 až 8 Kč/kWh.